# Französische Rugby-Union-Meisterschaft 1964/65
Die Saison 1964/65 war die 66. Austragung der französischen Rugby-Union-Meisterschaft (französisch Championnat de France de rugby à XV). Sie umfasste 56 Mannschaften in der ersten Division (heutige Top 14).
Die Meisterschaft begann mit der Gruppenphase, bei der in sieben Gruppen je acht Mannschaften gegeneinander antraten. Die Erst- bis Viertplatzierten jeder Gruppe sowie die vier besten Fünftplatzierten zogen in die Finalphase ein, während die zwei schlechtesten Achtplatzierten in die zweite Division absteigen mussten. Es folgten Sechzehntel-, Achtel-, Viertel- und Halbfinale. Im Endspiel, das am 23. Mai 1965 im Stade de Gerland in Lyon stattfand, trafen die zwei Halbfinalsieger aufeinander und spielten um den Bouclier de Brennus. Dabei setzte sich die SU Agen gegen den CA Brive durch und errang zum vierten Mal den Meistertitel.

## Gruppenphase
|    | Team              | Siege | Unent. | Ndlg. | Spiel- punkte | Diff. | Tabellen- punkte |
| -- | ----------------- | ----- | ------ | ----- | ------------- | ----- | ---------------- |
| 1. | SC Graulhet       | 12    | 1      | 1     | 160:52        | + 108 | 39               |
| 2. | Section Paloise   | 8     | 1      | 5     | 196:96        | + 100 | 31               |
| 3. | CA Périgueux      | 7     | 2      | 5     | 127:123       | + 4   | 30               |
| 4. | FC Lourdes        | 7     | 1      | 6     | 153:117       | + 36  | 29               |
| 5. | SA Saint-Sever    | 6     | 1      | 7     | 103:101       | + 2   | 27               |
| 6. | Castres Olympique | 4     | 2      | 8     | 91:170        | − 79  | 24               |
| 7. | TOEC              | 4     | 1      | 9     | 90:189        | − 99  | 23               |
| 8. | US Bressane       | 3     | 1      | 10    | 94:166        | − 72  | 21               |

|    | Team               | Siege | Unent. | Ndlg. | Spiel- punkte | Diff. | Tabellen- punkte |
| -- | ------------------ | ----- | ------ | ----- | ------------- | ----- | ---------------- |
| 1. | AS Béziers         | 10    | 2      | 2     | 237:74        | + 163 | 36               |
| 2. | Stade Rochelais    | 8     | 2      | 4     | 103:63        | + 40  | 32               |
| 3. | Biarritz Olympique | 8     | 1      | 5     | 144:120       | + 24  | 31               |
| 4. | RC Chalon          | 8     | 0      | 6     | 129:94        | + 35  | 30               |
| 5. | US Cognac          | 7     | 0      | 7     | 102:108       | − 6   | 28               |
| 6. | US Romans          | 5     | 0      | 9     | 82:181        | − 99  | 24               |
| 7. | Stade Dijonnais    | 3     | 2      | 9     | 87:141        | − 54  | 22               |
| 8. | Saint-Girons SC    | 3     | 1      | 10    | 67:170        | − 103 | 21               |

|    | Team               | Siege | Unent. | Ndlg. | Spiel- punkte | Diff. | Tabellen- punkte |
| -- | ------------------ | ----- | ------ | ----- | ------------- | ----- | ---------------- |
| 1. | Stadoceste Tarbais | 11    | 0      | 3     | 128:75        | + 53  | 36               |
| 2. | CA Brive           | 10    | 1      | 3     | 227:65        | + 162 | 35               |
| 3. | Stade Aurillacois  | 9     | 2      | 3     | 128:50        | + 78  | 34               |
| 4. | CS Vienne          | 5     | 1      | 8     | 85:150        | − 65  | 25               |
| 5. | CO Le Creusot      | 5     | 1      | 8     | 80:149        | − 69  | 25               |
| 6. | FC Saint-Claude    | 5     | 0      | 9     | 67:110        | − 43  | 24               |
| 7. | CA Lannemezan      | 3     | 3      | 8     | 51:104        | − 53  | 23               |
| 8. | US Carmaux         | 4     | 0      | 10    | 80:143        | − 63  | 22               |

|    | Team              | Siege | Unent. | Ndlg. | Spiel- punkte | Diff. | Tabellen- punkte |
| -- | ----------------- | ----- | ------ | ----- | ------------- | ----- | ---------------- |
| 1. | La Voulte Sportif | 9     | 3      | 2     | 153:91        | + 62  | 35               |
| 2. | SC Tulle          | 9     | 1      | 4     | 117:92        | + 25  | 33               |
| 3. | SC Angoulême      | 8     | 0      | 6     | 105:107       | − 2   | 30               |
| 4. | RC Narbonne       | 7     | 1      | 6     | 159:73        | + 86  | 29               |
| 5. | Stade Toulousain  | 7     | 1      | 6     | 100:94        | + 6   | 29               |
| 6. | Valence Sportif   | 5     | 1      | 8     | 123:153       | − 30  | 25               |
| 7. | US Tyrosse        | 4     | 0      | 10    | 71:120        | − 49  | 22               |
| 8. | Lyon OU           | 3     | 1      | 10    | 64:162        | − 98  | 21               |

|    | Team                  | Siege | Unent. | Ndlg. | Spiel- punkte | Diff. | Tabellen- punkte |
| -- | --------------------- | ----- | ------ | ----- | ------------- | ----- | ---------------- |
| 1. | SU Agen               | 12    | 0      | 2     | 205:54        | + 151 | 38               |
| 2. | RC Toulon             | 11    | 1      | 2     | 203:86        | + 117 | 37               |
| 3. | Racing Club de France | 7     | 2      | 5     | 137:134       | + 3   | 30               |
| 4. | USA Limoges           | 7     | 2      | 5     | 95:107        | − 12  | 30               |
| 5. | SO Chambéry           | 4     | 1      | 9     | 81:107        | − 26  | 23               |
| 6. | SC Albi               | 3     | 3      | 8     | 57:136        | − 79  | 23               |
| 7. | AS Saint-Junien       | 4     | 0      | 10    | 77:151        | − 74  | 22               |
| 8. | SC Mazamet            | 2     | 3      | 9     | 61:141        | − 80  | 21               |

|    | Team                  | Siege | Unent. | Ndlg. | Spiel- punkte | Diff. | Tabellen- punkte |
| -- | --------------------- | ----- | ------ | ----- | ------------- | ----- | ---------------- |
| 1. | Stade Montois         | 10    | 1      | 3     | 158:90        | + 68  | 35               |
| 2. | FC Grenoble           | 8     | 2      | 4     | 92:83         | + 9   | 32               |
| 3. | US Montauban          | 7     | 2      | 5     | 123:104       | + 19  | 30               |
| 4. | US Dax                | 7     | 1      | 6     | 142:99        | + 43  | 29               |
| 5. | USA Perpignan         | 6     | 2      | 6     | 95:105        | − 10  | 28               |
| 6. | Paris Université Club | 4     | 3      | 7     | 96:139        | − 43  | 25               |
| 7. | SA Condom             | 3     | 4      | 7     | 113:149       | − 36  | 24               |
| 8. | Stade Bordelais       | 2     | 3      | 9     | 54:104        | − 50  | 21               |

Gruppe G
|    | Team             | Siege | Unent. | Ndlg. | Spiel- punkte | Diff. | Tabellen- punkte |
| -- | ---------------- | ----- | ------ | ----- | ------------- | ----- | ---------------- |
| 1. | CA Bègles        | 8     | 2      | 4     | 111:92        | + 19  | 32               |
| 2. | AS Montferrand   | 8     | 0      | 6     | 94:128        | − 34  | 30               |
| 3. | Aviron Bayonnais | 7     | 1      | 6     | 173:102       | + 71  | 29               |
| 4. | FC Auch          | 7     | 1      | 6     | 84:118        | − 34  | 29               |
| 5. | RC Vichy         | 7     | 0      | 7     | 96:81         | + 15  | 28               |
| 6. | US Foix          | 6     | 0      | 8     | 84:134        | − 50  | 26               |
| 7. | Cahors Rugby     | 5     | 1      | 6     | 146:115       | + 31  | 25               |
| 8. | US Quillan       | 4     | 3      | 7     | 79:97         | − 18  | 25               |

## Finalphase

### 1/16-Finale
| Datum          | Begegnung                             | Ergebnis |
| -------------- | ------------------------------------- | -------- |
| 11. April 1965 | SU Agen – US Cognac                   | 08:06    |
| 11. April 1965 | USA Limoges – Stade Aurillacois       | 03:0     |
| 11. April 1965 | SC Tulle – Racing Club de France      | 09:05    |
| 11. April 1965 | CA Bègles – FC Lourdes                | 12:03    |
| 11. April 1965 | La Voulte Sportif – Aviron Bayonnais  | 25:06    |
| 11. April 1965 | Stade Rochelais – RC Chalon           | 13:12    |
| 11. April 1965 | AS Béziers – RC Vichy                 | 17:06    |
| 11. April 1965 | SC Angoulême – AS Montferrand         | 06:0     |
| 11. April 1965 | CA Brive – RC Narbonne                | 09:03    |
| 11. April 1965 | RC Toulon – US Dax                    | 11:09    |
| 11. April 1965 | SC Graulhet – USA Perpignan           | 11:08    |
| 11. April 1965 | US Montauban – Biarritz Olympique     | 14:03    |
| 11. April 1965 | Stade Montois – CS Vienne             | 16:09    |
| 11. April 1965 | FC Auch – FC Grenoble                 | 03:12    |
| 11. April 1965 | Stadoceste Tarbais – Stade Toulousain | 14:06    |
| 11. April 1965 | CA Périgueux – Section Paloise        | 11:06    |

Der FC Grenoble wurde disqualifiziert, da einer seiner Spieler zuvor Rugby League gespielt hatte.

### Achtelfinale
| Datum          | Begegnung                           | Ergebnis |
| -------------- | ----------------------------------- | -------- |
| 25. April 1965 | SU Agen – USA Limoges               | 22:3     |
| 25. April 1965 | SC Tulle – CA Bègles                | 09:8     |
| 25. April 1965 | La Voulte Sportif – Stade Rochelais | 06:0     |
| 25. April 1965 | AS Béziers – SC Angoulême           | 03:0     |
| 25. April 1965 | CA Brive – RC Toulon                | 08:3     |
| 25. April 1965 | SC Graulhet – US Montauban          | 06:3     |
| 25. April 1965 | Stade Montois – FC Auch             | 12:6     |
| 25. April 1965 | Stadoceste Tarbais – CA Périgueux   | 30:6     |

### Viertelfinale
| Datum       | Begegnung                          | Ergebnis |
| ----------- | ---------------------------------- | -------- |
| 2. Mai 1965 | SU Agen – SC Tulle                 | 22:3     |
| 2. Mai 1965 | La Voulte Sportif – AS Béziers     | 12:0     |
| 2. Mai 1965 | CA Brive – SC Graulhet             | 05:0     |
| 2. Mai 1965 | Stade Montois – Stadoceste Tarbais | 14:9     |

### Halbfinale
| Datum        | Begegnung                   | Ergebnis |
| ------------ | --------------------------- | -------- |
| 16. Mai 1965 | SU Agen – La Voulte Sportif | 21:14    |
| 16. Mai 1965 | CA Brive – Stade Montois    | 14:06    |

### Finale
| 23. Mai 1965 | SU Agen                                                                    | 15 : 8        | CA Brive                                                   | Stade de Gerland, Lyon Zuschauer: 28.758 Schiedsrichter: Bernard Marie |
| 23. Mai 1965 | Versuche: Razat (1) Sitjar (1) Straftritte: Dehez (2) Dropgoals: Dehez (1) | (3:5) Bericht | Versuche: Roques (1) Besson (1) Erhöhungen: Villepreux (1) | Stade de Gerland, Lyon Zuschauer: 28.758 Schiedsrichter: Bernard Marie |

Aufstellungen
SU Agen: Jean-Louis Dehez, Jacques Fort, Pierre Gruppi, Jean-Claude Hiquet, Pierre Lacroix, Jean-Claude Malbet, Marius Lagiewski, Michel Lasserre, Raymond Palladin, Bernard Pomiès, Jean-Pierre Razat, Michel Sitjar, Jean-Claude Soula, Serge Viotto, Francesco Zani
CA Brive: Claude Besson, Pierre Besson, Pierre Bessot, Gérard Burguet, Serge Castiglioni, Jean-Pierre Delfour, Roger Fite, Claude Freyssinet, Marcel Lewin, Michel Marot, Pierre Marsaud, Jean Normand, Marcel Puget, Jean-Claude Roques, Pierre Villepreux